# Urodeta crenata
Urodeta crenata – gatunek motyla z rodziny Elachistidae i podrodziny Elachistinae.
Gatunek ten opisany został w 2011 roku przez Virginijusa Sruogę et Jurate de Prins, którzy jako miejsce typowe wskazali obóz nad rzeką Faro.
Skrzydła rozpiętości od 5 mm do 5,2 mm. Przednie skrzydła biało-ciemnobrązowe z dwoma czarniawo-brązowymi plamami tuż przed środkiem. Skrzydła tylne brązowawoszare. Obie pary z szarymi frędzlami. Narządy rozrodcze samca odznaczają się piłkowaniem wewnętrznej krawędzi sakusa, długim i spiczastym wierzchołkiem fallusa oraz brakiem cierni.
Motyl afrotropikalny, znany tylko z Kamerunu.